# چلارنجو
چلارنجو (به ایتالیایی: Cellarengo) یک کومونه در ایتالیا است که در استان آسته واقع شده‌است.

## خصوصیات
چلارنجو ۱۰٫۸ کیلومترمربع مساحت و ۶۷۷ نفر جمعیت دارد و ۳۲۱ متر بالاتر از سطح دریا واقع شده‌است.